# Brahin (météorite)
Pour l’article ayant un titre homophone, voir Brahine.
Pour les articles homonymes, voir Brahin.
Brahin (ou Bragin, parfois Bragim), prononcé « Brahine », est une météorite de type pallasite trouvée à proximité de la ville de Brahine. Ses échantillons sont bien représentés dans les musées et chez les collectionneurs car particulièrement esthétiques et d’un prix abordable (en raison de la grande quantité disponible).

## Découverte et champ de dispersion
Les deux premiers blocs de cette météorite, de 20 et 80 kg, furent découverts en 1810 par des cultivateurs de Kaporenki, un village du district de Brahine (région de Homiel, Biélorussie). Par la suite, de nombreux autres fragments ont été récupérés dans une zone (champ de dispersion) d’environ 15 km de long sur 3 de large. En 2002 notamment, un bloc de 227 kg fut trouvé à 3 mètres de profondeur à l’extrémité nord du champ de dispersion. Le total des masses des différents fragments est sans doute supérieur à 1 050 kg (l’estimation officielle) car toutes les découvertes n’ont pas été déclarées. A contrario, divers blocs ont été volés ou perdus, notamment pendant la Seconde Guerre mondiale.

## Structure et classification

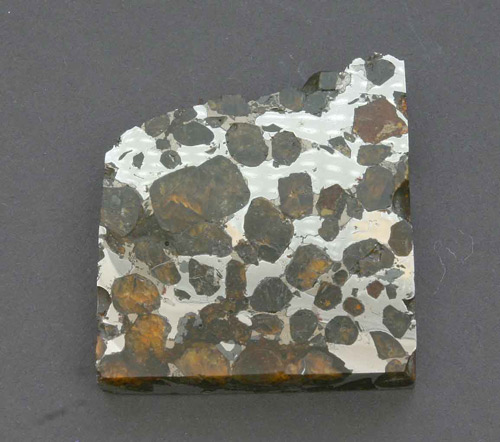
Une tranche de la pallasite Brahin.

Brahin est une sidérolithe, c’est-à-dire une météorite mixte métal-silicate. Elle a la structure typique d’une pallasite : des cristaux d’olivine (Mg,Fe)2SiO4 dispersés au sein d’une matrice de métal Fe-Ni. La composition chimique de l’olivine et du métal et la composition isotopique de l’oxygène placent Brahin parmi les pallasites du groupe principal.

## Texture et minéralogie
Les olivines de Brahin ont la forme de polyèdres, souvent cassés en plusieurs morceaux séparés par un peu de métal. La matrice métallique est un enchevêtrement de longs cristaux de kamacite et de taénite, deux alliages de fer et de nickel (figures de Widmanstätten).
Olivine et métal forment l’essentiel du volume de Brahin (respectivement 72,5 et 23,7 % vol), mais on y trouve quelques % d’autres phases :
- la troïlite FeS (1,7 %), la schreibersite (Fe,Ni)3P (1,4 %) et la chromite FeCr2O4 (0,8 %) sont clairement associées à la phase métallique (elles forment des domaines à l’intérieur du métal ou qui affleurent au contact de l’olivine) ;
- des phosphates (principalement la stanfieldite Ca4(Mg,Fe)5(PO4)6) sont également présents, sous la forme d’inclusions dans la troïlite, d’inclusions dans l’olivine, ou de placages sur l’olivine ;
- à côté des phosphates, on trouve par endroits un minéral étrange appelé « olivine phosphorée », une olivine dans laquelle une fraction importante (jusqu’à près de 50 %) des atomes de silicium est remplacée par du phosphore (substitution 2 Si4+ + Mg2+ ↔ 2 P5+ + lacune octaédrique) ;
- la présence de pentlandite (Fe,Ni)9S8 et de cohénite (Fe,Ni,Co)3C, enfin, a été signalée dans quelques échantillons[5].

## Composition chimique
La composition globale d’une pallasite traduit surtout les proportions relatives de l’olivine et du métal qui peuvent varier considérablement d’une pallasite à l’autre comme d’un échantillon à l’autre d’une même pallasite. La composition des différentes phases est une donnée plus pertinente :
- la composition en éléments traces (notamment Ga, Ge et Ir) du métal de Brahin l’apparente, comme les autres pallasites du groupe principal, au groupe IIIAB des sidérites, mais correspondrait à un stade plus évolué de la différenciation du liquide métallique (par cristallisation fractionnée) ;
- les olivines de Brahin ont une composition[6] très homogène, voisine de Fa15 (c.-à-d. 15 % Fe2SiO4, 85 % Mg2SiO4). Leur très faible concentration en nickel (env. 55 ppm) indique, soit l’absence d’équilibration chimique avec le métal, soit un équilibre à basse température (< 1 000 °C) ;
- les chromites aussi ont une composition[7] homogène, pauvre en Al2O3 (1,7 %) et TiO2 (0,23 %). Le partage uniforme du fer et du magnésium entre la chromite et l’olivine suggère un équilibre thermique acquis vers 1 200 °C, peut-être la température de co-cristallisation.

## Origine

### Le corps parent des pallasites du groupe principal
Les pallasites du groupe principal, auquel appartient Brahin, proviennent plausiblement de la fragmentation d’un même astéroïde, leur « corps parent ». On a longtemps pensé que les pallasites constituaient des échantillons de la limite noyau-manteau de leur corps parent mais de nombreux arguments vont à l’encontre de cette hypothèse, à commencer par l’absence de météorites issues du manteau (alors qu’elles devraient être beaucoup plus abondantes que les pallasites). On pense plutôt aujourd’hui que la texture des pallasites résulte de l’irruption de métal liquide (avec un peu de sulfures et phosphures dissous) dans un agrégat solide d’olivine, comme Lord Rayleigh l’avait proposé (et conforté par modélisation analogique) dès 1942. La formation du mélange métal-silicate ferait suite à un ou plusieurs chocs entre astéroïdes, mais l’origine précise des deux phases (provenant du même astéroïde initial ou de deux astéroïdes différents) reste controversée, ainsi d’ailleurs que le (ou les) processus de formation des phosphates (et de l’olivine phosphorée).

### L’histoire pré-terrestre de Brahin
Après sa formation, le corps parent des pallasites du groupe principal s’est refroidi plus ou moins vite selon la profondeur. La taille des figures de Widmanstätten et les profils de diffusion du nickel permettent d’évaluer la vitesse de refroidissement du métal entre 700 et 300 °C. Pour Brahin, on obtient 0,8 K/Ma, une valeur normale pour une pallasite (0,5-2 K/Ma) mais basse comparée aux sidérites (jusqu’à 800 K/Ma).
Ensuite Brahin, peut-être dans le corps parent encore intact mais plutôt dans un de ses fragments (à la suite de chocs ayant disloqué le corps parent), a subi au moins deux épisodes de réchauffement mis en évidence par la rétention partielle puis totale des traces de fission dans la stanfieldite. Le dernier épisode date de 4,2 Ma et n’a pas dépassé 500 °C (sinon les traces antérieures de fission auraient été complètement effacées). Ces épisodes de réchauffement sont probablement consécutifs à des chocs entre (fragments d’)astéroïdes, lors desquels Brahin n’était pas très éloignée du point d’impact.
Le dernier événement de l’histoire pré-terrestre d’une météorite est le choc qui l’a extraite d’un corps plus gros et propulsée sur une orbite rencontrant la Terre. Pendant ce périple, la météorite est exposée aux rayons cosmiques, qui interagissent avec la matière de la météorite en produisant toute une série de nucléides. L’analyse de certains de ces nucléides permet de calculer la durée de l’exposition et donc l’âge du dernier événement (en rajoutant l’âge de la chute de la météorite, mais celui-ci est en général négligeable devant celui-là). Pour Brahin, cette analyse a longtemps tardé mais on s’attendait à trouver une ou plusieurs centaines de Ma à l'instar de Marjalahti, autre pallasite du groupe principal (âge d’exposition de 180 Ma). Effectivement, la mesure de la composition isotopique du néon dans le métal de Brahin a fourni un âge d'exposition de 108 ± 16 Ma, proche de la moyenne désormais obtenue pour les pallasites du groupe principal (≈ 100 Ma).